# Taxithelium liukiuense
Taxithelium liukiuense är en bladmossart som beskrevs av Kyuichi Sakurai 1932. Taxithelium liukiuense ingår i släktet Taxithelium och familjen Sematophyllaceae. Inga underarter finns listade i Catalogue of Life.